# Bukowina Kłodzka
Bukowina Kłodzka (niem. Bukowine, 1937–1945: Tannhübel) – najwyżej położona (750 m n.p.m.) dzielnica Kudowy-Zdroju. Bukowina Kłodzka posiada charakter wiejski, a w przeszłości, jako wieś, była odrębną jednostką administracyjną. W latach 1945–1969 i od 1973 roku jest częścią Kudowy-Zdroju.

## Położenie
Dzielnica leży przy granicy z Czechami, u podnóża Błędnych Skał, na zachodnim krańcu masywu Skalniaka (915 m n.p.m.) w Sudetach Środkowych w Górach Stołowych i stanowi północną część Kudowy-Zdroju. W Bukowinie znajduje się m.in. Szpital Rehabilitacyjno-Hematologiczny dla Dzieci "Orlik".

## Historia
Bukowina Kłodzka powstała najprawdopodobniej w XV wieku jako kolonia Pstrążnej, pierwsza wzmianka o miejscowości pochodzi z 1477 roku. W 1787 roku były tu tylko cztery domy. Od końca XVIII wieku wieś rozwinęła się, do czego przyczyniło się położenie w sąsiedztwie Błędnych Skał i rozwój ruchu turystycznego. W miejscowości powstały gospody, a na początku XIX wieku w jej sąsiedztwie utworzono niewielką kopalnię węgla. W 1905 roku pan Zwikirsch wybudował na Bukowinie Hotel Skalny (niem. Felsenhotel). Od 1922 roku w budynku po Hotelu istniał protestancki instytut dla misji w Europie północno-wschodniej, prowadzony przez Martina Urbana. W 1933 roku w miejsce nazwy Bukowine wprowadzono niemiecką nazwę Tannhübel. 7 maja 1946 roku nadano miejscowości polską nazwę Bukowina Kłodzka.
Obecnie (po rozbudowie) w dawnym hotelu znajduje się szpital hematologiczno sanatoryjny dla dzieci "ORLIK".

## Szlaki turystyczne
Kudowa-Zdrój – Góra Parkowa – Czermna – Pstrążna – Bukowina Kłodzka – Błędne Skały – Ostra Góra – Pasterka – Karłów